# Независимый кинематограф Японии
Независимый кинематограф Японии — движение в японском кинематографе, которое сформировалось в начале 1950-х годов, как реакция на давление со стороны медиакорпораций на японских кинематографистов, в частности сторонников коммунизма.
После забастовки 1948 года на киностудии Toho и последовавших за этим увольнений, ветераны японского кинематографа С. Ямамура, Х. Секигава, С. Ямамото, Тадаси Имаи, Фумио Камеи и многие другие стали работать на независимых студиях, создавать фильмы социальной и антивоенной направленности. Их производство и прокат финансировали профсоюзы и частные лица.
Японское независимое кино просуществовало до середины 1960 годов, после чего органически распалось.

## История

### Довоенный период
В 1927—1933 гг. в Японии существовала активная организация прогрессивных кинематографистов «Пролетарский культурный фронт», объединившая ряд организаций, в том числе Японскую пролетарскую лигу кино (Прокино). В «Прокино» входило большое число кинематографистов и критиков. Ассоциация издавала на японском языке книги и статьи Эйзенштейна, Пудовкина, Муссинака. Она выпускала также фильмы главным образом короткометражные: документальные, небольшие комедии и даже журнал кинохроники, номера которого выходили регулярно. В 1933 году «Пролетарский культурный фронт» был разогнан японскими милитаристами, многие деятели культуры были брошены в тюрьму, как, например, писатель Такидзи Кобаяси, который там и погиб, замученный японскими полицейскими.
Большая часть Пролетарского кино вошла в «ГЭС» (Гейгуцу Эйга-Са) — независимую кооперативную кинокомпанию, которая продолжала ставить хроникальные фильмы прогрессивного направления. После 1937 года и нападения милитаристской Японии на Китай деятельность «ГЭС» становилась все более и более затрудненной. В 1940 году японские милитаристы провели реорганизацию кино — все отрасли кинопромышленности были монополизированы концерном Дзайбацу. «ГЭС» была поглощена правительственной организацией — Культурной ассоциацией великой Японии. Некоторые основатели «Прокино» были заключены в концентрационные лагеря, например Акира Ивасаки.

### Забастовка на Тохо
После окончания войны и наступления кратковременного периода демократизации. когда от управления кинокомпанией Тохо был отстранён её владелец Ишицо Кобаяси, в компанию потянулись видные деятели японского кинематографа: Тадаси Имаи, который снял здесь «Враг народа», «Голубые горы» и «До скорой встречи»; Сацуо Ямамото и Фумио Камеи — «Война и мир»; Х. Госё — «Еще раз»; Акира Куросава — «Я не жалею молодости», «Пьяный ангел», «Великолепное лето». Однако в скором времени И. Кобаяси был оправдан и новый директор студии, один из сторонников Кобаяси, приступил к чистке кадров и увольнению всех кинематографистов и рабочих, заподозренных в симпатиях к коммунизму. В 1948 году работники Тохо ответили на эту политику забастовкой, которые за год до этого были запрещены правительством Макартура. В августе 1948 года Макартур и Иосида решили ликвидировать забастовку на студии Тохо, занятой в течение четырёх месяцев двумя тысячами бастующих. Японские власти и американские оккупанты пытались спровоцировать кровавое столкновение, чтобы легче было объявить вне закона прогрессивные партии и профсоюзы. 18 августа 1948 года войска под командой американских генералов Вильяма Чейза и Гофмана окружили студию Тохо. В состав войск входили две тысячи японских полицейских и сто пятьдесят американских военных полицейских с шестью броневиками, четырьмя танками, несколькими самолетами и множеством виллисов. К войскам примыкали японские правые организации «Содружество хризантемы» и «Антикоммунистическая лига», недавно вышедшие из подполья. В тот момент, когда должна была начаться атака, разнесся слух, что из Токио на помощь бастующим идут рабочие отряды. Генерал Чейз, командовавший авиацией, приказал произвести разведку. Внезапно открылись ворота студии, и две тысячи бастующих в полном порядке, сомкнутыми рядами с красными флагам и пением «Интернационала» прошли сквозь полицейские войска, которые были поражены их внезапным появлением.
Арестов не последовало, однако в скором времени Кобаяси уволил со студии всех режиссёров, сценаристов, операторов, рабочих и техников, подозреваемых в симпатиях к коммунизму. Тохо покинули С. Ямамура, Х. Секигава, С. Ямамото, Тадаси Имаи, Фумио Камеи, которые в скором времени и возглавили независимый кинематограф Японии. Чтобы избежать дальнейшего давления со стороны кинокорпораций Канэто Синдо и Кодзабуро Ёсимуро создали независимую компанию «Киндай эйга кьокай», на которой был выпущен фильм «Дети атомной бомбы». Ясутаро Яги создал компанию «Яги про», на которой выпустил свой фильм «Школа эхо». Прокат картин взяла на себя малоизвестная независимая кинокомпания «Хокусэй эйга», которая ранее занималась прокатом иностранных фильмов, в частности советских. Кассовый успех фильма Тадаси Имаи «И всё-таки мы живём», который собрал в прокате 30 млн иен, решил судьбу компании — она стала единственным прокатчиком независимых картин. Однако успех недолго сопутствовал независимым кинематографистом: в 1959 году из-за огромных трудностей с прокатом и организацией производства движение независимых кинематографистов распалось.

## Независимые фильмы 50-60-х гг
| Год выпуска | Русское название                 | Хирагана /катакана       | Ромадзи /Английское название           | Режиссёр               |
| ----------- | -------------------------------- | ------------------------ | -------------------------------------- | ---------------------- |
| 1951        | А всё-таки мы живём!             | どっこい生きてる         | Saikaku ichidai onna                   | Тадаси Имаи            |
| 1952        | Женщина Сайкаку                  | 西鶴一代女               | Saikaku ichidai onna                   | Кэндзи Мидзогути       |
| 1952        | Трагедия острова Сайпан          | 最後の女達               | Saigo-noonna-tachi                     | Киёси Кусуда           |
| 1953        | Источник молодости               | 思春の泉                 | Shishun no izumi                       | Нобуо Накагава         |
| 1953        | Хиросима                         | ひろしま                 | Hiroshima                              | Хидэо Сэкигава         |
| 1953        | Женщина идёт по земле            | 女ひとり大地を行く       | Onna hitori daichi o yuku              | Фумио Камэи            |
| 1954        | Улица без солнца                 | 太陽のない街             | Taiyo no nai machi /The Sunless Street | Сацуо Ямамото          |
| 1955        | Жизнь одной женщины              | 女の一生                 | Onna no issho                          | Нобору Накамура        |
| 1955        | Когда любишь                     | 愛すればこそ             | Ai sureba koso                         | Ёсимура, Имаи, Ямамото |
| 1957        | Сводные братья                   | 異母兄弟                 | Ibo kyoudai                            | Миёдзи Иэки            |
| 1957        | Гул самолетов и земля            | 爆音と大地               | Bakuon to daichi                       | Хидэо Сэкигава         |
| 1957        | Пятеро под землёй                | どたんば                 | Dotanba                                | Тому Утида             |
| 1957        | На этой земле                    | 地上                     | Chijo                                  | Кодзабуро Ёсимура      |
| 1957        | Посёлок безумных                 | 気違い部落               | Kichigai buraku                        | Минору Сибуя           |
| 1958        | Жизнь Мухомацу                   | 無法末の一生             | Muhomatsu no issho                     | Хироси Инагаки         |
| 1959        | Песня тележки                    | 荷車の歌                 | Niguruma no uta                        | Сацуо Ямамото          |
| 1959        | Незабываемая тропинка            | いつか来た道             | Itsuka kita michi                      | Koji Shima             |
| 1959        | Нет сильнее любви                | 人間の條件: 純愛篇       | Ningen no jôken                        | Масаки Кобаяси         |
| 1959        | Я не виновен                     | 私は貝になりたい         | Watashi wa kai ni naritai              | Синобу Хасимото        |
| 1960        | Голый остров                     | 裸の島                   | Hadaka no shima                        | Канэто Синдо           |
| 1960        | Плохие спят спокойно             | 悪い奴ほどよく眠る       | Warui yatsu hodo yoku nemuru           | Акира Куросава         |
| 1960        | Без имени, бедные, но прекрасные | 名もなく貧しく美しく     | Na mo naku mazushiku utsukushiku       | Zenzô Matsuyama        |
| 1960        | Борьба без оружия                | 武器なき斗い             | отсутствует                            | Сацуо Ямамото          |
| 1961        | Чужие по крови                   | 母ぁちゃん海が知ってるよ | Rambling in the Sea                    | Буити Сайто            |
| 1962        | Камни Хиросимы                   | その夜は忘れない         | Sono yo wa wasurenai                   | Кодзабуро Ёсимура      |
| 1962        | Всегда существует завтра         | キューポラのある街       | Kyûpora no aru machi                   | Kirirô Urayama         |
| 1963        | Испорченная девчонка             | 非行少女                 | Hikô shôjo                             | Кирио Ураяма           |
| 1966        | Большая белая башня              | 白い巨塔                 | Shiroi Kyotô                           | Сацуо Ямамото          |
| 1967        | Когда сны не сбываются           | 急行列車                 | Kigeki hatsumoude resha                | Масахару Сегава        |
| 1968        | Завод рабов                      | ドレイ工場               | Dorei kojo                             | Сацуо Ямамото          |
| 1972        | Девушки идут навстречу ветру     | 娘たちは風にむかって     | Musume-tachi wa kaze ni mukatte        | Мицуо Вакасуги         |